# Cao Lãnh (stad)
Cao Lanh is een stad in Vietnam en is de hoofdplaats van de provincie Đồng Tháp. Cao Lanh telt ongeveer 150.000 inwoners.